# Neptis lugubris
Neptis lugubris är en fjärilsart som beskrevs av Hans Rebel 1914. Neptis lugubris ingår i släktet Neptis och familjen praktfjärilar. Inga underarter finns listade i Catalogue of Life.